# Süderelbe
Die Süderelbe und der Köhlbrand sind ein Streckenabschnitt der Unterelbe in Hamburg zwischen den Flusskilometern 609 und 626 der Norderelbe, die zwischen diesen Punkten in einem Bogen mehrere Kilometer nördlich der Süderelbe verläuft. Gemeinsam mit der Norderelbe und dem anschließenden Köhlbrand bildet sie ein sogenanntes Binnendelta, die Elbinsel Wilhelmsburg. Der Bereich ist, wie die gesamte Unterelbe auch, durch den Gezeitengang der Nordsee tidebeeinflusst.
Die Süderelbe ist wie die gesamte Elbe in Deutschland eine Bundeswasserstraße und eine sog. Delegationsstrecke, d. h. Verwaltung und Unterhaltung werden im Auftrage des Bundes von der Freien und Hansestadt Hamburg wahrgenommen.

## Verlauf
Bei Flusskilometer 609 an der Bunthäuser Spitze teilt sich der von Südosten kommende Elbstrom in die Norder- und die Süderelbe. Die letztere verläuft ab hier mit zwei Biegungen in generell nordwestlicher Richtung und bildet dabei bis Süderelbe-km 611 die Landesgrenze zwischen Hamburg und Niedersachsen. In Höhe des Süderelbe-km 613 kreuzt die Bundesautobahn 1 auf der Autobahnbrücke Moorwerder die Süderelbe, knapp zwei Kilometer westlich davon das Ensemble der „Süderelbbrücken“. Hier folgen aufeinander die Eisenbahnbrücke mit insgesamt acht Gleisen für die S-Bahn und die Bahnstrecken nach Hannover und Bremen, die Europabrücke im Zuge der A 253, die Brücke des 17. Juni mit dem Straßenzug Hannoversche Straße und als letzte die denkmalgeschützte und heute nur noch von Fußgängern und Radfahrern nutzbare Alte Harburger Elbbrücke von 1899. Hinter der bei km 615,7 folgenden Abzweigung des Reiherstiegs in nördlicher Richtung schwenkt der Lauf der Süderelbe ebenfalls in nördliche Richtung. Am Ende dieser Biegung bei km 618,8 stehen das Kohlekraftwerk Moorburg und die Kattwykbrücken, bei km 619,8 floss die Süderelbe ursprünglich westwärts auf dem Verlauf der 1963 abgedeichten Alten Süderelbe. Hinter dieser Stelle weitet sich der Flusslauf zum Becken des Containerterminals Altenwerder und geht bei km 620 in den 4,5 Kilometer langen Köhlbrand über, der seinerseits mit der Norderelbe zur Unterelbe zusammenfließt.

## Geschichte
An der Süderelbe entstand der Hafen von Harburg-Wilhelmsburg. Bis ins 16. Jahrhundert war die Süderelbe der deutlich tiefere, mehr Wasser führende Arm der Elbe. Dennoch zwang Hamburg auf der Grundlage des von Kaiser Karl IV. 1359 verliehenen Stapelrechts alle die Elbe befahrenden Handelsschiffe, die Route über die Norderelbe zu nehmen und ihre Waren in der Stadt anzubieten. Im 16. Jahrhundert klagten die Städte Harburg, Stade, Buxtehude und Lüneburg beim Reichsgericht auf ihr Recht auf freie Schifffahrt über die Süderelbe. Die Hamburger beauftragten daraufhin den Maler Melchior Lorck, eine Karte der Unterelbe zu erstellen, die die Bedeutung der Stadt für den Flusslauf hervorheben sollte. Im Jahr 1568 wurde diese ein Meter hohe und zwölf Meter lange Karte dem Gericht vorgelegt, die die Süderelbe verkleinert und die Norderelbe vergrößert darstellte. Fünfzig Jahre später, 1618, erging das Urteil: Norder- und Süderelbe galten als ein Fluss, auf den die Hamburger Privilegien anzuwenden waren.
In den folgenden Jahrhunderten verfolgte Hamburg mit diversen Wasserbaumaßnahmen die Vergrößerung der Norderelbe zum Nachteil des an der Süderelbe gelegenen Harburger Hafens. Durch die Eindeichung der Vier- und der Marschlande, die Begradigung der Elbe bei Spadenland im Jahre 1570 und dem Durchstich des Grasbrooks im Jahre 1604 versandete die Süderelbe durch die Verringerung der Wassermenge und Fließgeschwindigkeit. 1878 leitete Hamburg zudem die Norderelbe um Kaltehofe herum. Erst mit dem Staatsvertrag zwischen Preußen und Hamburg vom 14. November 1908 (3. Köhlbrandvertrag) wurde der Streit schließlich beigelegt, die Bunthäuser Spitze wurde mit einem Leitdamm verlängert, der eine gleichmäßige Teilung der abfließenden Wassermenge erreichen sollte. Dennoch ist bis heute mit einem Verhältnis von 45:55 die Süderelbe begünstigt (Wassermengenmessung →Bunthäuser Spitze).
Nach der verheerenden Sturmflut 1962 wurden Finkenwerder, Altenwerder und Hamburg-Waltershof erhöht eingedeicht. Diese Stadtteile verloren durch die Absperrung der Alten Süderelbe (Abschnitt zwischen der Einmündung in den Köhlbrand und dem westlichen Ende bei Finkenwerder) ihren Inselcharakter. Neben einer Straßenverbindung nach Neuenfelde und Cranz verläuft jetzt über die nordwestliche Absperrung die Start- und Landebahn der Luftwerft der Airbus Deutschland GmbH (EADS). Auf Waltershof liegt auch die Südrampe des neuen Elbtunnels im Verlauf der Autobahn 7.